# Daniel Alonso
Daniel Alonso Villarón (1965, Avilés) es un piloto español de rallyes. Actualmente compite en el Campeonato de España de vehículos históricos a bordo de un Ford Sierra RS Cosworth 4x4.

## Trayectoria deportiva
Este piloto avilesino fue uno de los habituales hombres en liza en los rallyes nacionales de los años '90. Tras sus inicios en la competición con un SEAT Marbella en la temporada de 1988, pronto ligaría su trayectoria deportiva a la marca Ford. Sería campeón de España de rallyes en grupo N en 1991 y 1993 a bordo de un Ford Sierra RS Cosworth y de un Ford Escort RS Cosworth, respectivamente. También se alzaría con los campeonatos regionales de Asturias de rallyes en 1989, 1991 y 1994.
En 1993 ganaría el Rallye Príncipe de Asturias, entonces puntuable para el Campeonato de Europa de Rallyes, a bordo de su Ford Escort RS Cosworth, siendo el primer piloto en vencer con un coche de grupo N en una prueba nacional o continental.
Posteriormente sería piloto oficial de Ford España, disputando el certamen nacional con distintas evoluciones del Ford Escort RS 2000, además de su última temporada (1999) con el Ford Puma Kit Car.
Finalmente, se retiraría a finales de los '90 como piloto en activo, centrándose desde entonces en sus negocios familiares, a la vez que se convertiría en un destacado deportista en BTT, tanto en cross como en descenso. Desde su destacada posición, colaboraría con distintas organizaciones asturianas de automovilismo, así como la trayectoria de algún joven valor asturiano.
En el año 2014 regresa a la competición con un Ford Sierra Cosworth con el cual participa en el Campeonato de España de vehículos históricos.

## Galería

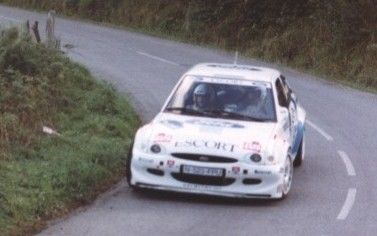
Daniel Alonso en el Rally Príncipe de Asturias 1998.
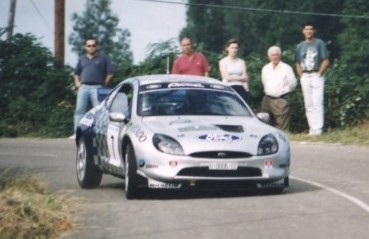
Daniel Alonso en el Rally de Avilés 1999.

- Datos: Q5798102
- Multimedia: Daniel Alonso / Q5798102